# Gottlieb Muffat
Gottlieb Muffat (25 aprile 1690 – 9 dicembre 1770) è stato un compositore, clavicembalista e organista tedesco. È uno dei molteplici figli di Georg Muffat.

## Biografia
Figlio di Georg, prestò servizio come Hofscholar sotto Johann Fux a Vienna dal 1711 e fu nominato terzo organista di corte alla Hofkapelle nel 1717.
Acquisì ulteriori incarichi nel tempo, tra cui l'istruzione dei membri della famiglia imperiale, tra cui la futura imperatrice Maria Teresa. Fu promosso secondo organista nel 1729 e primo organista all'ascesa al trono di Maria Teresa nel 1741.
Si ritirò dagli incarichi ufficiali a corte nel 1763.

## Composizioni
La produzione compositiva di Muffat è principalmente limitata alla musica per tastiera. Dimostra una notevole abilità come contrappuntista nelle brevi fughe liturgiche pubblicate nella sua prima raccolta 72 Versetl sammt 12 Toccaten (Vienna, 1726). Questi brani riflettono un approccio conservativo alla musica liturgica in quanto sono organizzati nell'ordine dei toni della chiesa con una toccatina introduttiva e un numero regolare di versetti per ogni tono.
La sua seconda pubblicazione, Componimenti musicali per il cembalo (Augusta, ca. 1736), ha una prospettiva più progressista. Questa raccolta di sei suite, pur mantenendo il tradizionale formato Allemanda, Corrente e Sarabanda, è più riccamente ornata di quanto fosse caratteristico della musica austro-tedesca di quell'epoca. Ad alcuni movimenti vengono persino dati fantasiosi titoli francesi come La Coquette o L'aimable Esprit, come erano popolari tra i clavecinistes. Frasi brevi e semplici e motivi chiari caratterizzano i brani di questa serie. La prefazione a quest'opera contiene una tabella di ornamenti con simboli e istruzioni per l'esecuzione di 57 ornamenti.
Gran parte della produzione di Muffat rimane inedita, sebbene contenga comunque molta musica di grande interesse. Il suo manoscritto contenente 32 ricercare e 19 canzone è notevole in quanto è il più grande corpus di opere della sua epoca basato su modelli del XVII secolo. Come tutti gli allievi di Fux, Muffat avrebbe studiato la musica di Frescobaldi e Froberger durante i suoi anni di apprendistato. Nel ricercare, Muffat si dimostra un maestro dello stile antico. Seguendo l'uso del primo barocco, i ricercare contrappuntistici sono notati in partitura aperta e preservano il senso della modalità e della struttura sezionale dei maestri italiani. Le canzone sono modellate sul mottetto vocale del XVI secolo e sono più vivaci e più idiomaticamente strumentali nello stile.
Sono ancora manoscritti anche le 24 Toccate e Capricci. un abbinamento che sembra essere unico per Muffat. In questa raccolta compaiono due stili di toccate: un tipo presenta una linea melodica fiorita su una struttura di accordi di supporto e il secondo tipo utilizza una forma sezionale che giustappone tempi, metri e texture contrastanti. I capricci rappresentano una varietà di stili tra cui preludi, invenzioni e danze.

## Muffat e Handel
È ampiamente dimostrato che Handel prese copiosamente in prestito dai suoi contemporanei, tra cui Muffat. Mentre sarebbe facile criticare Handel per questa pratica apparentemente disonesta, essa non sminuisce di certo la sua statura come compositore e probabilmente non avrebbe creato molta costernazione per entrambe le parti.
Non si sa con certezza se Handel e Muffat avessero una conoscenza personale l'uno dell'altro, ma le loro posizioni di musicisti di spicco nelle principali capitali europee potrebbero implicare almeno una reciproca conoscenza. Esiste una copia, di mano di Muffat, delle Suites des pieces (1720) di Handel che Muffat fornì con numerosi ornamenti insieme ad alcune varianti di suo disegno.  Anche Muffat ha fatto la sua versione delle 6 Fughe per tastiera (1735) di Handel (HWV 605 - 610). Da parte sua, Handel sembra aver preso ampiamente in prestito dai Componimenti Musicali di Muffat con almeno 18 di questi pezzi che compaiono 30 volte nella produzione di Handel. L'Ode per il giorno di Santa Cecilia di Handel sembra avere il debito maggiore con Muffat, con materiale da cinque pezzi rielaborato nella partitura. Non solo i temi sono stati riutilizzati nella loro interezza, ma anche controsoggetti e frasi continue sono stati utilizzati da Handel. Altri esempi simili appaiono negli oratori di Handel Sansone e Giuda Maccabeo. La fuga vivace nel secondo movimento dell'Ouverture di Sansone fa ampio uso di una fuga di Muffat da Componimenti Musicali e un prestito simile si verifica nel terzo movimento dell'Ouverture di Giuda Maccabeo. La marcia che inizia l'Atto II di Giosuè è una rielaborazione di un Rigaudon di Muffat.